# سناریولو
سناریولو (به ایتالیایی: Sennariolo) یک کومونه در ایتالیا است که در استان اریستانو واقع شده‌است.

## خصوصیات
سناریولو ۱۵٫۷ کیلومترمربع مساحت و ۱۸۵ نفر جمعیت دارد.